# 잠베지아주

잠베지아주

잠베지아주(포르투갈어: Zambezia)는 모잠비크 중부에 위치한 주로, 주도는 켈리마느이며 면적은 103,127km2, 인구는 3,794,509명(2006년 기준)이다. 북쪽으로는 니아사주, 북동쪽으로는 남풀라주, 남서쪽으로는 잠베지강을 경계로 소팔라주, 서쪽으로는 테트주 및 말라위와 인접해 있으며 남쪽으로는 모잠비크 해협과 맞닿아 있다.

## 인구
| 연도    | 인구      | ±% p.a. |
| ------- | --------- | ------- |
| 1980    | 2,500,200 | —       |
| 1997    | 3,096,400 | +1.27%  |
| 2007    | 3,890,453 | +2.31%  |
| 2017    | 5,164,732 | +2.87%  |
| source: |           |         |